# Línea 15 (Buenos Aires)
La línea 15 es una línea de colectivos de Buenos Aires. Une la localidad de Valentín Alsina ubicada en el Partido de Lanús, con las localidades de Benavídez y General Pacheco, en el Partido de Tigre, atravesando la Ciudad de Buenos Aires y uniendo la zonas Sur y Norte del conurbano bonaerense.
La línea es operada por la empresa Transportes Sur Nor C.I.S.A.

## Historia[1]
La línea 15 nació el 1° de marzo de 1924. En esa fecha, la empresa Auto Ómnibus 12 de Octubre, inauguraba una línea que partía desde Plaza Italia y llegaba hasta Avenida Rivadavia y Medrano con 6 coches verdes con entrada por la culata y un par de asientos laterales en los que podían sentarse una docena de pasajeros. Unos meses más tarde el parque móvil se incrementó a 9 coches y a fines de 1926 abandonaron el tramo de Avenida Rivadavia entre Medrano y la Avenida La Plata, siguiendo hasta Chiclana. En ese entonces los números de línea no eran oficiales y la empresa había adoptado el 12 que coincidía con la fecha que daba nombre a la compañía.
En 1930 el recorrido fue prolongado hasta el Parque de los Patricios pero este alargue fue abandonado en 1932, para continuar desde la antigua terminal hasta el Puente Alsina por las avenidas La Plata y Sáenz. Al mismo tiempo se prolongó el recorrido desde Plaza Italia hacia el norte Blandengues (hoy Avenida del Libertador) hasta el límite del municipio. 
En 1933 la línea atravesó el antiguo Puente Alsina para alcanzar la estación homónima del FF.CF. Midland, y el 5 de abril de 1935 fue renumerada oficialmente como línea 15 por la municipalidad de la Capital Federal. 
En 1944 la empresa, que sólo contaba con 7 de sus 24 coches en servicio, fue transferida a la Corporación de Transporte de la Ciudad de Bs As (CTCBA). Los coches fueron pintados del color crema con franja marrón y en 1946 se le agregaron 3 viejos ómnibus semi-frontales con los que se implantó un servicio fraccionado entre Puente Uriburu y Plaza Italia. Este servicio corto subsistió hasta 1948 y al poco tiempo la línea recibió el indispensable material rodante de posguerra: ómnibus plateados con franja azul y con el nuevo número de línea 115, que luego pasó a ser 215.
El 1° de enero de 1952 el estado nacional se hace cargo de los servicios de la vieja Corporación y constituye la empresa Transportes de Buenos Aires (TBA). El 9 de julio de 1955 T.B.A. privatiza la totalidad de sus líneas y los 43 coches de la línea 215 son transferidos a la flamante sociedad que en 1962 se transformaría en Transportes Sur-Nor SA, la que pronto comienza a pintar las unidades con los dos tonos de verde y el recorte que las caracteriza. Pronto la cabecera vuelve a las inmediaciones del Puente Alsina, y en 1963 la línea llega, por la Avenida General Paz y el Acceso Norte, hasta Olivos. Desde allí sigue en 1967 hasta San Isidro y en 1969 hasta la fábrica Wobron, algo más allá de la Ruta 197, en General Pacheco. 
El 2 de enero de 1969 la línea vuelve a identificarse por su tradicional número 15. En 1970, siempre por Panamericana, alcanza la fábrica Alba en Garín, para llegar finalmente a la Estación Benavídez en 1978 y en 1988 se inaugura un ramal que desviándose por Ruta 197 llega hasta la Estación General Pacheco.

## Servicios
Opera las 24 horas del día, los 365 días.

## Recorridos[2]

### Ramal A (Valentín Alsina - Estación Benavídez)
- Ida a Estación Benavídez:Desde Senador Quindimil y Carabobo por Senador Quindimil, Remedios de Escalada, Cruce Puente Uriburu, Av Sáenz, Av Almafuerte, Av La Plata, Av Rivadavia, Campichuelo, Av Díaz Vélez, Av Patricias Argentinas, Warnes, Av Scalabrini Ortiz, Av Santa Fe, calzada circular de Plaza Italia, Centro de transbordo Pacífico, salida a la altura de calle Fitz Roy, Arturo Antonio Dresco, Luis María Campos, Virrey del Pino, Virrey Vertiz, Echeverría, Av del Libertador, Av Gral. Paz, Autopista Ing Pascual Palazzo (Panamericana) ramal Campana, Puente Garín, Av Chilavert, Av Juan Domingo Peron (Av de los Constituyentes), Av Alvear hasta Estación Benavidez.

- Regreso a Valentín Alsina:Desde Estación Benavidez por Av Alvear, Av Juan Domingo Perón (Av de los Constituyentes, Av Chilavert, Puente Garín, Autopista Ing. Pascual Palazzo (Panamericana) ramal Zarate, Av Gral Paz, Av del Libertador, Juramento, Av Virrey Vértiz, Av Luis M Campos, Av Santa Fe, Av Raúl Scalabrini Ortiz, Murillo, Malabia, Av Warnes, Leopoldo Marechal, Av Díaz Vélez, Río De Janeiro, Senillosa, Chaco, Av La Plata, Av Sáenz, Cruce Puente Uriburu, Av. Remedios de Escalada de San Martín, Carlos Pellegrini, Remedios de Escalada de San Martín, Senador Quindimil hasta Carabobo.

### Ramal C (Valentín Alsina -Estación General Pacheco)
- Ida a Estación General Pacheco:

Desde Senador Quindimil y Carabobo por Senador Quindimil, Avenida Remedios de Escalada, Cruce Puente Uriburu, Avenida Sáenz, Avenida Almafuerte, Avenida La Plata, Avenida Rivadavia, Campichuelo, Avenida Díaz Vélez, Avenida Patricias Argentinas, Avenida Warnes, Avenida Raúl Scalabrini Ortiz, Avenida Santa Fe, Avenida Luis M. Campos, Virrey del Pino, Avenida Virrey Vertiz, Echeverría, Avenida del Libertador, General Paz, Autopista Ingeniero Pascual Palazzo (Panamericana), Ruta 197 (Hipólito Yrigoyen) hasta Estación General Pacheco.
Regreso a Valentín Alsina:
Desde Estación General Pacheco, por Ruta 197 (Hipólito Yrigoyen), colectora Ruta 197, Autopista Ingeniero Pascual Palazzo (Panamericana),  General Paz, Avenida del Libertador, Juramento, Avenida Virrey Vértiz, Avenida Luis M. Campos, Avenida Santa Fe, Avenida Raúl Scalabrini Ortiz, Murillo, Malabia, Avenida Warnes, Leopoldo Marechal, Avenida Díaz Vélez, Río De Janeiro, Senillosa, Chaco, Avenida La Plata, Avenida Sáenz, Cruce Puente Uriburu, Avenida Remedios de Escalada de San Martín, Carlos Pellegrini, Avenida Remedios de Escalada de San Martín, Senador Quindimil hasta Carabobo.

### Ramal E (Valentín Alsina - Barrio 1.º de Mayo / Fonavi Acceso Pilar)
- Ida a Barrio 1º. de Mayo:Desde Senador Quindimil y Carabobo por Senador Quindimil, Remedios de Escalada, Cruce Puente Uriburu, Av Sáenz, Av Almafuerte, Av La Plata, Av Rivadavia, Campichuelo, Av Díaz Vélez, Av Patricias Argentinas, Warnes, Av S Ortiz, Av Santa Fe, L.M. Campos,Virrey del Pino,, Virrey Vertiz, Echeverría, Av del Libertador, Av Gral. Paz, Autopista Ing Pascual Palazzo (Panamericana), colectora ramal Pilar hasta Av Constituyentes donde estaciona.

- Regreso a Valentín Alsina:Desde Av Constituyentes, colectora ramal Pilar, ramal Zarate hasta Ruta 197, Autopista Pascual Palazzo (Panamericana), Av Gral Paz, Av del Libertador, Juramento, Av Virrey Vértiz, Av Luis M Campos, Av Santa Fe, Av Raúl Scalabrini Ortiz, Murillo, Malabia, Av Warnes, Leopoldo Marechal, Av Díaz Vélez, Río De Janeiro, Senillosa, Chaco, Av La Plata, Av Sáenz, Cruce Puente Uriburu, Av. Remedios de Escalada de San Martín, Carlos Pellegrini, Remedios de Escalada de San Martín, Senador Quindimil hasta Carabobo.

### Ramal E2 (Ruta 197 - Barrio 1.º de Mayo / Fonavi Acceso Pilar) - (Fraccionamiento dentro del horario AM - SOLO IDA)
- Ida a Barrio 1º. de Mayo:Desde Terminal De Ómnibus 197 , Autopista Ing Pascual Palazzo (Panamericana), colectora ramal Pilar hasta Av Constituyentes donde estaciona.

### Ramal F (Valentín Alsina - Estación Rivadavia)
- Ida a Estación Rivadavia:Desde Senador Quindimil y Carabobo por Senador Quindimil, Remedios de Escalada, Cruce Puente Uriburu, Av Sáenz, Av Almafuerte, Av La Plata, Av Rivadavia, Campichuelo, Av Díaz Vélez, Av Patricias Argentinas, Warnes, Av S Ortiz, Av Santa Fe, L.M. Campos,Virrey del Pino, Virrey Vertiz, Echeverría, Av del Libertador, Av Gral. Paz hasta Zapiola.

- Regreso a Valentín Alsina:Desde Av Gral Paz y Zapiola por Av Gral Paz, Av del Libertador, Juramento, Av Virrey Vértiz, Av Luis M Campos, Av Santa Fe, Av Raúl Scalabrini Ortiz, Murillo, Malabia, Av Warnes, Leopoldo Marechal, Av Díaz Vélez, Río De Janeiro, Senillosa, Chaco, Av La Plata, Av Sáenz, Cruce Puente Uriburu, Av. Remedios de Escalada de San Martín, Carlos Pellegrini, Remedios de Escalada de San Martín, Senador Quindimil hasta Carabobo.

### Ramal G (Valentín Alsina - Barrancas de Belgrano)
- Ida a Barrancas de Belgrano:Desde Senador Quindimil y Carabobo por Senador Quindimil, Remedios de Escalada, Cruce Puente Uriburu, Av Sáenz, Av Almafuerte, Av La Plata, Av Rivadavia, Campichuelo, Av Díaz Vélez, Av Patricias Argentinas, Warnes, Av Scalabrini Ortiz, Av Santa Fe, Av Luis María Campos,Virrey del Pino, Av Virrey Vertiz hasta Juramento.

- Regreso a Valentín Alsina:Desde Juramento y Av Virrey Vértiz, Av Luis M Campos, Av Santa Fe, Av Raúl Scalabrini Ortiz, Murillo, Malabia, Av Warnes, Leopoldo Marechal, Av Díaz Vélez, Río De Janeiro, Senillosa, Chaco, Av La Plata, Av Sáenz, Cruce Puente Uriburu, Av. Remedios de Escalada de San Martín, Carlos Pellegrini, Remedios de Escalada de San Martín, Senador Quindimil hasta Carabobo.

### Ramal K (Valentín Alsina - Ruta 202) - (Fraccionamiento dentro del Horario AM)
- Ida a Ruta 202 y Panamericana:Desde Senador Quindimil y Carabobo por Senador Quindimil, Avenida Remedios de Escalada, Cruce Puente Uriburu, Avenida Sáenz, Avenida Almafuerte, Avenida La Plata, Avenida Rivadavia, Campichuelo, Avenida Díaz Vélez, Avenida Patricias Argentinas, Avenida Warnes, Avenida Raúl Scalabrini Ortiz, Avenida Santa Fe, Avenida Luis M. Campos, Virrey del Pino, Avenida Virrey Vertiz, Echeverría, Avenida del Libertador, General Paz, Autopista Ingeniero Pascual Palazzo (Panamericana) hasta Ruta 202

- Regreso a Valentín Alsina:Desde colectora Ruta 202, Autopista Ingeniero Pascual Palazzo (Panamericana), General Paz, Avenida del Libertador, Juramento, Avenida Virrey Vértiz, Avenida Luis M. Campos, Avenida Santa Fe, Avenida Raúl Scalabrini Ortiz, Murillo, Malabia, Avenida Warnes, Leopoldo Marechal, Avenida Díaz Vélez, Río De Janeiro, Senillosa, Chaco, Avenida La Plata, Avenida Sáenz, Cruce Puente Uriburu, Avenida Remedios de Escalada de San Martín, Carlos Pellegrini, Avenida Remedios de Escalada de San Martín, Senador Quindimil hasta Carabobo.

### Ramal L (Valentín Alsina - Ruta 197)
- Ida a Ruta 197 y Panamericana: Desde Senador Quindimil y Carabobo por Senador Quindimil, Avenida Remedios de Escalada, Cruce Puente Uriburu, Avenida Sáenz, Avenida Almafuerte, Avenida La Plata, Avenida Rivadavia, Campichuelo, Avenida Díaz Vélez, Avenida Patricias Argentinas, Avenida Warnes, Avenida Raúl Scalabrini Ortiz, Avenida Santa Fe, Avenida Luis M. Campos, Virrey del Pino, Avenida Virrey Vertiz, Echeverría, Avenida del Libertador, General Paz, Autopista Ingeniero Pascual Palazzo (Panamericana) hasta Ruta 197

- Regreso a Valentín Alsina: Desde colectora Ruta 197, Autopista Ingeniero Pascual Palazzo (Panamericana), General Paz, Avenida del Libertador, Juramento, Avenida Virrey Vértiz, Avenida Luis M. Campos, Avenida Santa Fe, Avenida Raúl Scalabrini Ortiz, Murillo, Malabia, Avenida Warnes, Leopoldo Marechal, Avenida Díaz Vélez, Río De Janeiro, Senillosa, Chaco, Avenida La Plata, Avenida Sáenz, Cruce Puente Uriburu, Avenida Remedios de Escalada de San Martín, Carlos Pellegrini, Avenida Remedios de Escalada de San Martín, Senador Quindimil hasta Carabobo.

### Ramal H (Valentín Alsina - Estación Benavídez)
- Ida a Benavídez:Mismo recorrido hasta Av Gral Paz. Desde Puente Saavedra rápido por Av Gral Paz y Autopista Panamericana hasta Ruta 202, desde allí rápido hasta Ruta 197, desde ahí rápido hasta Puente Garín y desde ahí servicio común hasta Estación Benavidez.

- Regreso a Valentín Alsina:Desde Estación Benavidez servicio común hasta Puente Garín, desde ahí rápido hasta Ruta 197, desde ahí rápido a Ruta 202, saliendo de 202 va rápido por Autopista Panamericana y Gral. Paz hasta Puente Saavedra. Desde allí recorrido normal hasta Puente Alsina.

### Ramal J (Valentín Alsina - Estación General Pacheco)
- Ida a Pacheco:Mismo recorrido hasta Av Gral Paz. Desde Puente Saavedra rápido por Av Gral Paz y Autopista Panamericana hasta Ruta 202, desde allí rápido a Ruta 197 desde donde va con servicio común hasta Estación Pacheco.

- Regreso a Valentín Alsina:Desde Estación Pacheco servicio común hasta colectora y Ruta 197, desde ahí rápido a Ruta 202, rápido por Autopista Panamericana y Gral Paz hasta Puente Saavedra. Desde allí recorrido normal hasta Puente Alsina.

### Ramal K2 (Valentín Alsina - Ruta 202) - (Fraccionamiento dentro del Horario AM)
- Ida a Ruta 202 y Panamericana:Mismo recorrido normal hasta Av Gral Paz. Desde Puente Saavedra rápido por Av Gral Paz y Autopista Panamericana hasta Ruta 202.

- Regreso a Valentín Alsina:Desde Ruta 202 rápido por Autopista Panamericana y Gral Paz hasta Puente Saavedra. Desde allí recorrido normal hasta Puente Alsina.

### Ramal L2 (Valentín Alsina - Ruta 197)
- Ida a Ruta 197 y Panamericana:Mismo recorrido hasta Av Gral Paz. Desde Puente Saavedra rápido por Av Gral Paz y Autopista Panamericana hasta Ruta 197.

- Regreso a Valentín Alsina:Desde Ruta 197 rápido por Autopista Panamericana y Gral Paz hasta Puente Saavedra. Desde allí recorrido normal hasta Puente Alsina.

### Ramal M (Valentín Alsina - Barrio 1.º de Mayo / Fonavi Acceso Pilar) - (1 Vez por día excepto fines de Semana y Feriados)
- Ida a Barrio 1º. de Mayo:Mismo recorrido hasta Av Gral Paz. Desde Puente Saavedra rápido por Av Gral Paz y Autopista Panamericana hasta Ruta 202, desde allí rápido a Ruta 197 y desde donde va con servicio común hasta Barrio 1.º de Mayo.

- Regreso a Valentín Alsina:Desde Av Constituyentes, colectora ramal Pilar, servicio común hasta Ruta 197, desde ahí rápido a Ruta 202, saliendo de 202 va rápido por Autopista Panamericana y Gral. Paz hasta Puente Saavedra. Desde allí recorrido normal hasta Puente Alsina.

## Lugares de Interés
- Puente Alsina
- Parque Centenario
- Hospital Naval
- Hospital Durand
- Jardín botánico
- Plaza Italia
- Ecoparque Interactivo - Ex Zoológico de Buenos Aires
- La Rural
- Regimiento de Granaderos a Caballo
- Belgrano Athletic Club
- Plaza Barrancas de Belgrano
- Barrio chino
- Tiro Federal Argentino
- Club Obras Sanitarias
- Cenard
- Estadio Defensores de Belgrano
- Espacio Memoria y Derechos Humanos
- Puente Saavedra
- Estadio Club Atlético Platense
- Dot Baires Shopping
- Unicenter Shopping
- DirecTV Arena

## Galería

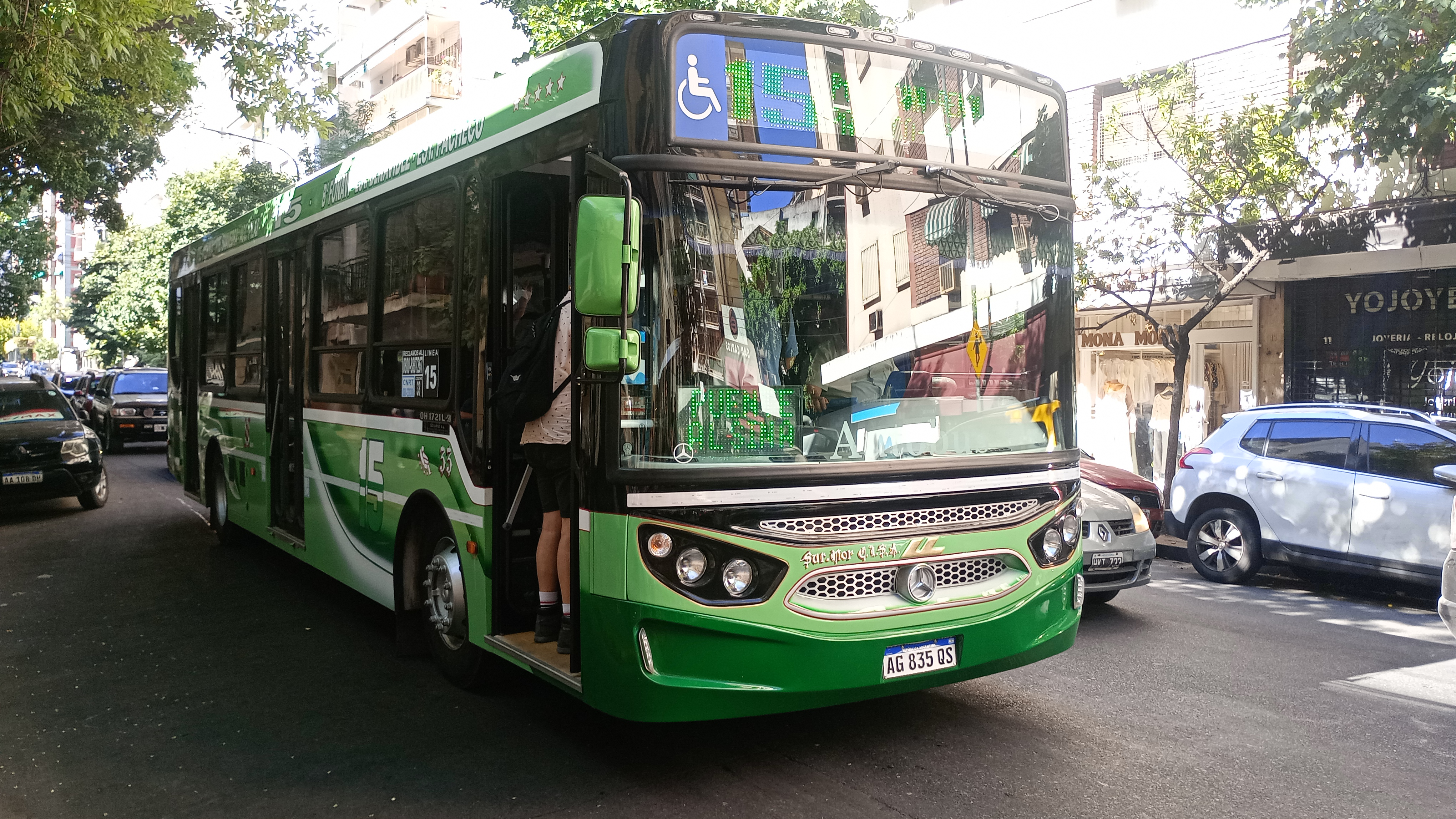
Interno 33 en la parada de Rio de Janeiro y Rivadavia.
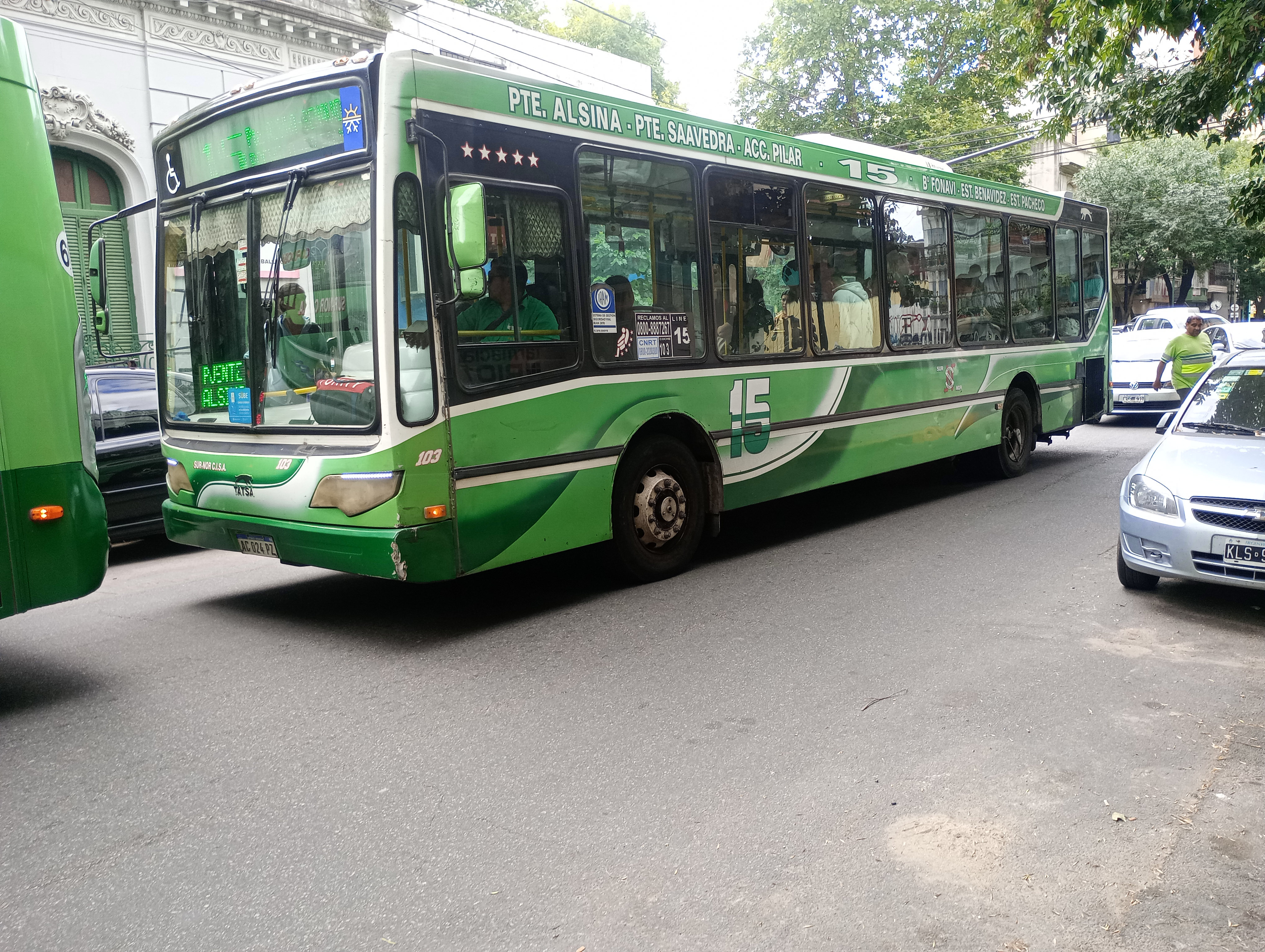
Un TATSA Puma D12 circulando por la calle Rio de Janeiro.